# Avant-propos
Avant-propos  es un término en francés y uno de los sinónimos o casi-sinónimos de prefacio; con total certeza, los términos Foreword, Avant-propos, y Prefacio, en varios contextos son tratados como sinónimos, y como equivalentes uno respecto de los otros en los idiomas inglés, francés, y español, respectivamente.
Este término avant-propos, que no es más que la traducción literal de prosfatio (pros-fatio en latín significa ante-propósito), fue empleado en francés desde el siglo XVI. El avant-propos, así como el prefacio, tienen por objeto dar indicaciones útiles sobre el plan del libro y el objetivo que el mismo pretende alcanzar.
El avant-propos no siempre dispensa de una introducción. Así por ejemplo, Voltaire utilizó ambos al inicio de su obra Essai sur les mœurs et l'esprit des nations. 
Según Émile Littré, « el primero en utilizar avant-propos como prólogo, fue Louis Lecharrond en su obra titulada Dialogues; y al comienzo se burlaban de él » por haber introducido esta innovación.

## Advertencia
El avant-propos a veces es confundido con el prefacio, ya que ambos generalmente narran y explican cómo nació y se concretó el libro, y/o cómo surgió la idea que permitió luego de que el libro fuera desarrollado y materializado (génesis de la obra ), aunque debe resaltarse que el primer nombrado siempre es escrito por el autor del libro o del documento. El avant-propos puede incluir agradecimientos y reconocimientos para las personas que de una u otra forma ayudaron al autor durante la etapa de la creación o para que la publicación pudiera efectivamente concretarse. Se reitera, a diferencia de un prefacio, un avant-propos siempre es firmado, y siempre es escrito por el autor.